# Объединённая великая ложа России
Объединённая великая ложа России (ОВЛР) — великая ложа в России, объединяющая несколько лож в Москве и Санкт-Петербурге. ОВЛР была сформирована на своей ассамблее в Санкт-Петербурге 11 октября 2008 года.

## Предыстория

### Русская великая регулярная ложа

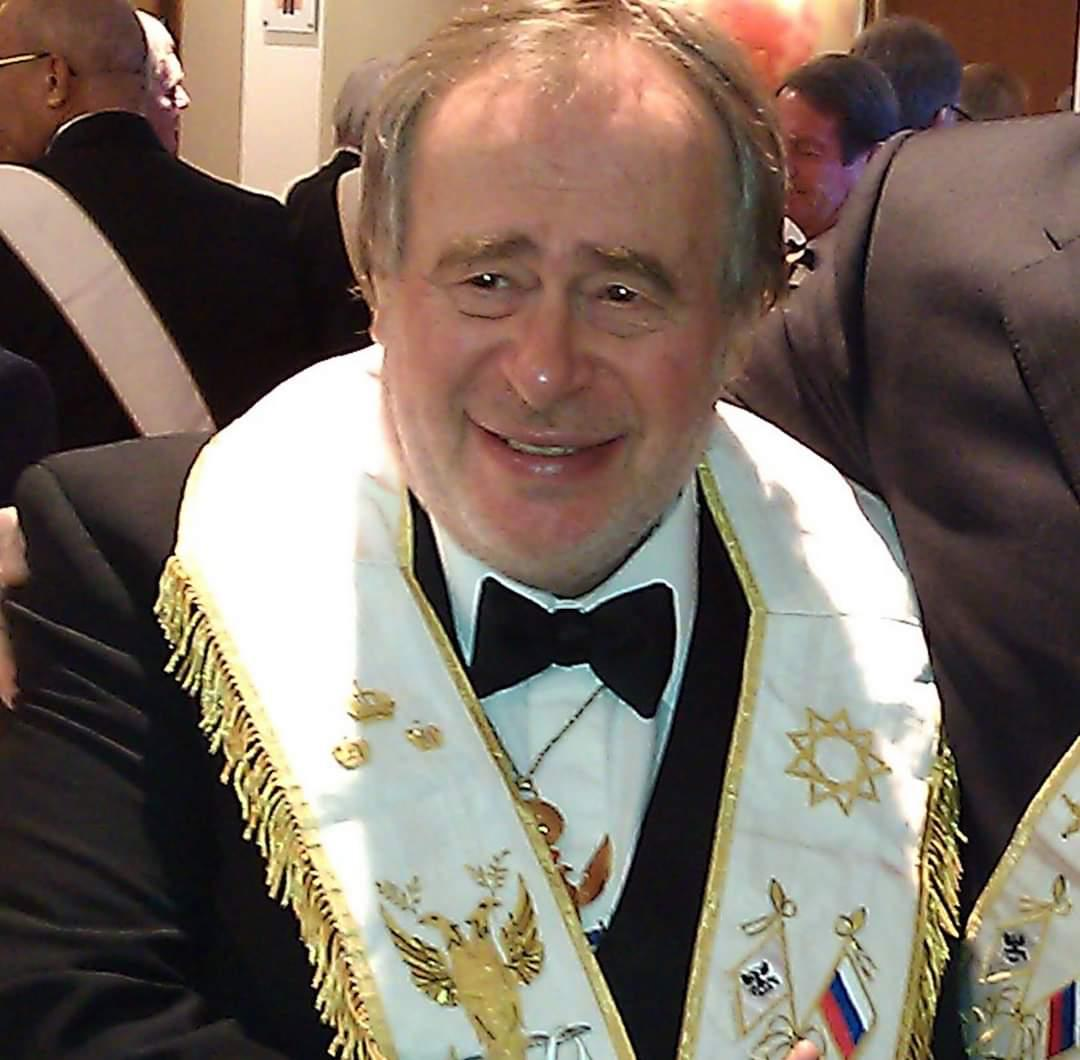
Бывший великий мастер РВРЛ, один из создателей ОВЛР — Владимир Лопухин

В марте 2001 года из Великой ложи России вышло около 100 масонов. Причиной выхода стало: несогласие братьев с внутренней политикой проводимой тогдашним руководством ВЛР. Из трёхтомника по истории русского масонства в XX веке историка масонства А. И. Серкова следует, что ушли следующие ложи: «Гармония» № 1, «Лотос» № 2, «Астрея» № 3, «Юпитер» № 7, «Четверо коронованных» № 8 и «Орион» № 15.
16 апреля 2001 года была проведена встреча, после которой было объявлено о создании «Русской великой регулярной ложи» (РВРЛ). Учредительная ассамблея была проведена 24 июня 2001 года. Первым великим мастером РВРЛ был избран Владимир Лопухин. Согласно информации их словаря «Масоны», доктора исторических наук С. П. Карпачёва, РВРЛ стала добиваться признания Объединённой великой ложи Англии и англосаксонских великих лож, и до 2007 года его не получила ни от одной великой ложи. Фактически РВРЛ была дикой великой ложей.
С 2003 по 2005 годы, в Санкт-Петербурге были созданы ещё три ложи: «Сфинкс», «Пеликан» и «Воскресенье». На основе четырёх лож («Астрея», «Сфинкс», «Пеликан» и «Воскресенье»), под юрисдикцией РВРЛ, в 2005 году, в Санкт-Петербурге была создана «Великая провинциальная ложа Санкт-Петербурга».

### Объединение
В начале июля 2007 года, после раскола на ассамблее ВЛР, из неё вышла группа масонов, членов лож «Гармония», «Лотос», «Аврора», «Феникс» и «А. С. Пушкин», в количестве 30 человек. Эта группа провела встречу с членами Русской великой регулярной ложи, в ходе которой было принято решение об объединении и присвоении названия — Великая ложа России. К новому названию, было добавлено уточнение — руководимая великим мастером А. С..

## Создание Объединённой великой ложи России
В июне 2008 года, некоторыми членами объединения было принято решение установить отношения с Великой ложей Франции.
История окончательного оформления и появления ОВЛР описывается историком масонства А. И. Серковым так:
11 октября 2008 года, на своей торжественной ассамблее, под патронажем Великой ложи Франции была учреждена Объединённая великая ложа России. Объединённой великой ложе России был выдан патент Великой ложи Франции на право проведения работ по Древнему и принятому шотландскому уставу. В Объединённую великую ложу России вошли при учреждении 11 лож.
В январе 2009 года в ОВЛР вошли две харьковские ложи — «Геометрия» и «Феникс Украины».

## Ложи ОВЛР
1. «Гармония» (Москва)
2. «Лотос» (Москва)
3. «Астрея» (Санкт-Петербург)
4. «Орион» (Москва)
5. «Феникс» (Москва)[1][3]